# يوليوس آدم
يوليوس أنتون آدم (بالألمانية: Julius Adam)‏ (ويلقب أيضا بـ يوليوس آدم ذي القطط) رسام ألماني متخصص في رسم الحيوانات، ولد في 18 مايو من عام 1852 في ميونخ بألمانيا وتوفي في 23 من فبراير عام 1913.
ينتسب آدم لعائلة «آدم» في مدينة ميونخ والتي تشتهر برساميها. وقد اشتغل آدم في أول الأمر برسم الطبيعة وعمل في ريو دي جانيرو. ثم استقر في ميونخ بعد ذلك. بدءً من عام 1882 أخذت لوحات القطط التي رسمها آدم في الظهور وحاذت شهرة واسعة.
كان آدم تلميذا للبروفيسور يوسف إيشتر (1812 ـ 1879) ثم تتلمذ بعد ذلك على يد فيلهيلم فون ديتس (1839 ـ 1907) في أكاديمة الفنون التشكيلية بميونخ.